# Osiedle Sucharskiego
Osiedle Sucharskiego – jednostka pomocnicza gminy miejskiej Wejherowo i najbardziej na zachód wysunięte osiedle mieszkaniowe miasta.
Zgodnie z treścią statutu, organem uchwałodawczym Osiedla „Sucharskiego” w Wejherowie jest rada osiedla, do której w 2019 r. zostało wybranych 12 członków. W granicach tej jednostki pomocniczej gminy znajdują się ulice: Kotłowskiego, Krofeya, Łęgowskiego, Modra, Mostnika, Rogaczewskiego, Słowińców, Spokojna, Sucharskiego, Szczęśliwa, Urocza, Wejherowska, Zielona i Złota.
Graniczy z Bolszewem, Gowinem i Gościcinem, w tym z jego przysiółkiem Zybertowo. Zabudowę osiedla stanowią głównie domy jednorodzinne, a także budynki wielorodzinne. Wschodnią jego część zajmują największe w Wejherowie ogródki działkowe, utworzone w 1969 r. W granicach osiedla znajduje się także tzw. Górka Bolszewska. Na jej obszarze planowana jest zabudowa mieszkalna i usługowa. Osiedle połączone jest z miastem trzema liniami autobusowymi: 3, 7 i 16 (wg stanu na dzień 19 lipca 2022 r.).